# Ach (Ammer)
Die Ach ist ein mit seiner Oberlauffolge aus erst Bärenbach, dann Gitzenbach oder Glötzenbach etwa 44 km langer rechter Zufluss der Ammer in Oberbayern.

## Geographie

### Verlauf
Die Ach entsteht unter dem Namen Bärenbach südsüdöstlich von Bad Bayersoien auf etwa 862 m ü. NHN im Auwäldl und fließt zunächst etwa nordwestlich. Durch ein kleines Sumpfgebiet erreicht sich danach auf Ostlauf den Ortsrand von Bad Bayersoien und mündet wenig später auf 790 m ü. NHN in den über 22 ha großen Bayersoiener See. An dessen Ostseite tritt sie nun unter dem Namen Gotzenbach oder Glotzenbach wieder aus und nimmt von rechts aus dem Moor Breiter Filz ihren ersten größeren Zufluss Mühlbach von Südsüdosten her auf. In etwas wechselnden nördlichen Richtungen passiert sie den Weiler Kirmesau an dessen Westrand. Schon dort (oder nach älterer Auffassung erst etwas danach) wird sie Ach genannt.
Dieser fließen nahe der Gemeindegrenze zu Rottenbuch dicht beieinander drei größere Bäche aus südwestlicher bis nördlicher Richtung zu, am letzten wendet sie sich auf Ostlauf. Nun ein gutes Stück lang Grenzbach, tieft sich ihre Mulde stärker ein zu einem Mäandertal in waldreicher Umgebung. Schon kurz vor der passierten Einöde Brand von Uffing am Staffelsee fließt sie dabei südöstlich. An der Einöde Obernach wechselt sie in die flache und offene Moorlandschaft des Obernacher Filzes westlich des Staffelsees. Darin fließt ihr, zuletzt von Westen her, der Holzbach zu, ihr einzugsgebietsreichster Nebenfluss. (Nach anderer Auffassung heißt dessen letztes Laufstück nach seinem linken Oberlauf Kühbach).
Für den 766 ha großen, in Buchten gegliederten und mehrere Inseln beherbergenden Staffelsee (649 m ü. NHN) ist sie der bedeutendste Zufluss. An ihrer Eintrittstelle im Westen hat sie mit den von ihr herangeführten Sedimenten eine lange Geländenase aufgeschüttet. Sie verlässt ihn wieder in nordnordwestlicher Richtung, die sie nun bis zu ihrer Mündung nicht mehr wechselt, durchquert Uffing am Staffelsee und nimmt in wieder waldreichem und mäandrierenden Tal von links noch zwei größere Zuflüsse auf, erst den Antlasgraben, dann den Tiefenbach. Wenig nach diesem tritt sie beim Dorf Maxlried der Gemeinde Oberhausen in eine flache Flurebene aus, durchquert das Dorf und mündet ein gutes Stück unterhalb von rechts und auf etwa 576 m ü. NHN von rechts in die Ammer, kurz vor deren markantem Knick nach Norden.
Einschließlich ihrer Oberläufe ist die Ach 43,6 km lang. Ihr Abschnitt vor dem Staffelsee wird auch Obernach genannt, derjenige unterhalb des Sees Uffinger Ach.

### Zuflüsse
Von der Quelle zur Mündung. Längen ggf. mit Oberläufen. Auswahl.
- Bärenbach, Oberlauf bis an den Bayersoiener See bei Bad Bayersoien
- Gotzenbach, vielleicht auch Glotzenbach, Oberlauf ab Bayersoiener See bis in den Langen Filz vor Bad Bayersoien-Kirmesau
- Mühlbach, von rechts in den Gotzenbach-Abschnitt im Breiten Filz östlich von Bad Bayersoien, 4,9 km und 6,1 km²
- Faurermoosbach, von links nordwestlich von Kirmesau
- Blezenbach, von links an der Gemeindegrenze von Bad Bayersoien zu Rottenbuch
- Stegschachengraben, von links an derselben Stelle wie der vorige, 4,3 km und 5,1 km²
- Knollgraben, von links in der Gemarkung von Rottenbuch-Schönberg
- Bannholzgraben, von links
- Buchgraben, von links entlang der Gemeindegrenze von Rottenbuch zu Bad Bayersoien
- Säuggraben, von rechts entlang der Gemeindegrenze von Bad Bayersoien zu Uffing am Staffelsee
- Möschengraben, von rechts in Uffing-Saliter
- Stichgraben, von rechts kurz nach Saliter, 5,4 km und 4,1 km²
- Holzgraben, von rechts am Obernacher Moos, 6,6 km und 11,0 km²
- Durchfließt den Staffelsee, 766 ha
- Greinbach, von rechts im Staffelsee
- Röthenbach, von links im Staffelsee
- Antlasgraben, von links bei Uffing-Tafertshofen, 9,0 km und 7,0 km²
- (Bach aus den Achwiesen), von rechts, 2,9 km und 1,2 km²
- Zeilbach, von rechts bei Huglfing-Deimenried, von rechts, 6,7 km und 8,7 km²
- Tiefenbach, von links bei Oberhausen-Achberg, 8,5 km und 10,3 km²
- Röllgraben, von links in Oberhausen-Maxlried, 4,9 km und 2,7 km²